# Opera nazionale del dopolavoro

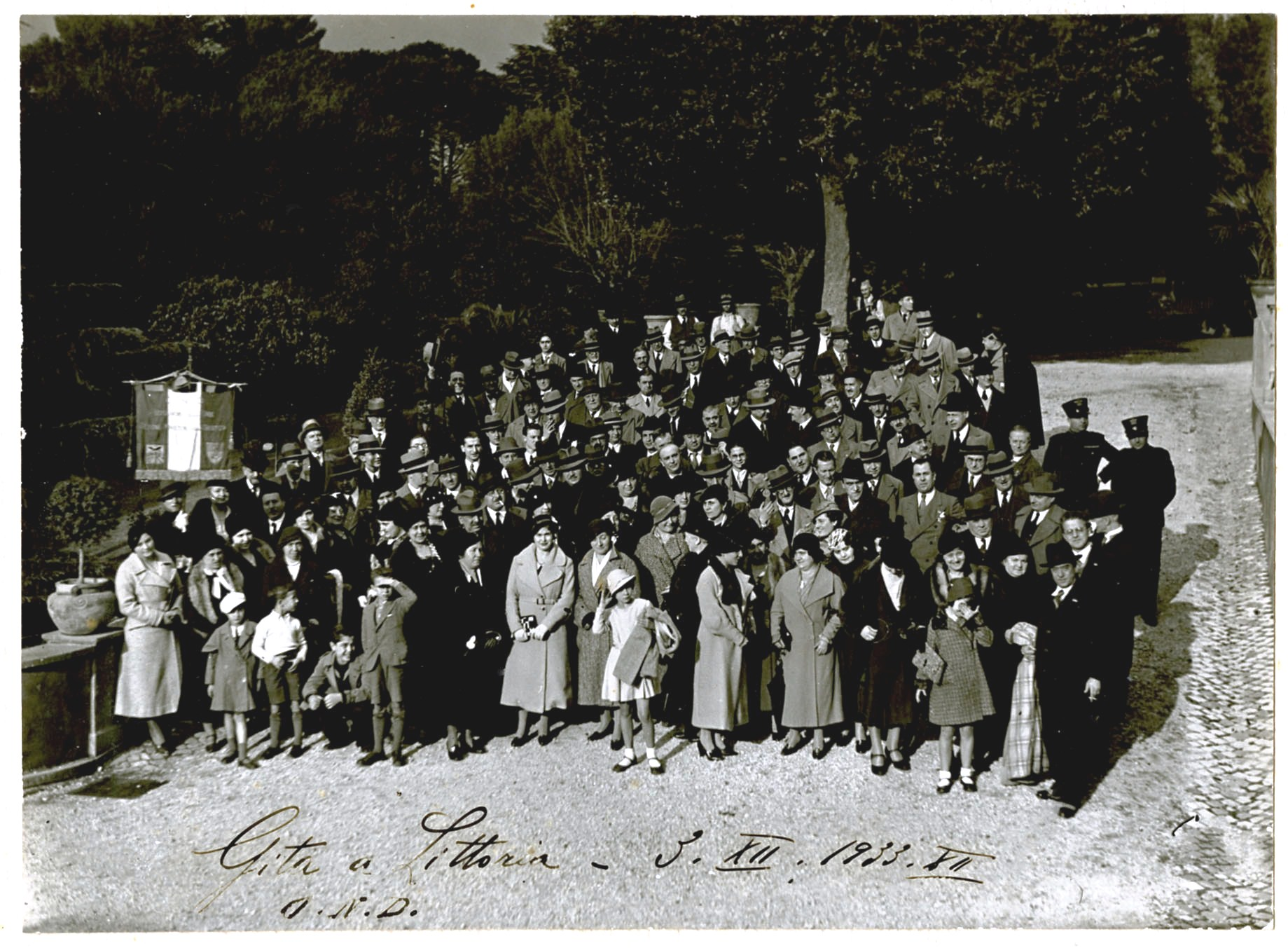
Gita a Littoria nel 1933 di un gruppo dell'OND

L'Opera nazionale del dopolavoro (in sigla OND) è stata un'organizzazione istituita in Italia dal regime fascista con Regio Decreto-Legge 1º maggio 1925, n. 582, col compito di occuparsi del tempo libero dei lavoratori.
Incardinata nei gangli dell'amministrazione ordinaria, al momento dell'istituzione fu posta sotto la vigilanza del Ministero per l'economia nazionale e passò poi  - per restarci per l'intero ventennio- alla Presidenza del consiglio dei ministri. Già dal 1926 però subì l'attenzione crescente del Pnf che cercò di renderla una sua struttura collaterale.

## Storia
Secondo taluna storiografia, con l'istituzione di questo ente il partito fascista ebbe sempre più la possibilità di penetrare nel tessuto sociale, riducendo lo spazio di manovra delle opposizioni al regime. L'OND offriva dei servizi reali e concreti alla popolazione che così tendeva sempre meno a contestare il regime.
Allo stesso tempo,  gli stessi vertici del Partito Fascista riuscivano tramite l'OND a tenere sotto controllo in maniera abbastanza capillare l'umore della popolazione.
Con Decreto Legislativo Luogotenenziale 22 settembre 1945, n. 624, dal 14 ottobre 1945 l'OND mutò denominazione in Ente nazionale assistenza lavoratori (ENAL), adeguando fini e modalità organizzative alla nuova realtà antifascista.

## Attività
Per definizione statutaria "cura l'elevazione morale e fisica del popolo, attraverso lo sport, l'escursionismo, il turismo, l'educazione artistica, la cultura popolare, l'assistenza sociale, igienica, sanitaria, ed il perfezionamento professionale". L'Opera nazionale del dopolavoro rientrava in quel piano di orientamento dei costumi e delle abitudini tesa a plasmare l'"uomo nuovo", avviato dal regime nel corso del ventennio: l'obiettivo era costruire stili di vita generalizzati che fossero d'uopo nell'opera di "polarizzazione nazionale".
Il dopolavoro ferroviario romano dell'ATAG ebbe un successo particolarmente vasto, con 6000 tesserati all'inizio degli anni Trenta che svolgevano attività sportive, artistiche, teatrali, o anche visite turistiche a prezzi popolari, dando opportunità e sbocchi nuovi ai lavoratori comuni; un altro aspetto è la conoscenza reciproca tra classi di lavoratori differenti anche per ruolo gerarchico al di fuori della stretta attività lavorativa, fermo restando le necessità dell'organizzazione gerarchica nel lavoro. E' importante però evidenziare il dopolavoro ferroviario non faceva capo all'Opera nazionale dopolavoro ed era, invece, una struttura autonoma. 
Attraverso il Dopolavoro, l'Italia vide il primo sviluppo di turismo interno di massa.
È stato anche affermato che, grazie alle attività ricreative del dopolavoro, i lavoratori non avrebbero potuto dedicare il proprio tempo a recarsi in taverna ed associarsi con individui pericolosi.

## Medaglie di benemerenza
dal 19 gennaio 1928 all'8 aprile 1939:
 Medaglia di benemerenza (modello 1928)
Diploma di benemerenza di 1ª, di 2ª, di 3ª classe con medaglia d'oro, d'argento, di bronzo.
«A coloro che, appartenendo al personale direttivo ed insegnante delle scuole ed istituti di ogni ordine e grado dipendenti dal Ministero della pubblica istruzione, svolgano, con particolare efficacia, proficua attività a favore dell'Opera nazionale «Balilla» e dell'Opera nazionale del «Dopolavoro» possono essere conferiti diplomi di benemerenza. Secondo che tale attività sia svolta ininterrottamente per dieci, cinque o tre anni, il diploma è di prima, seconda o terza classe» (art. 1, [istituzione delle benemerenze]). A coloro, cui sono conferiti i diplomi [...], è data facoltà di fregiarsi di una medaglia rispettivamente d'oro, d'argento o di bronzo [...] portate sul petto, a sinistra, appese ad un nastro nero. Quest'ultimo [...] ha un filetto tricolore, in ciascun lato [...] (art. 2)»
(regio decreto 19 gennaio 1928, n. 201, Istituzione di diplomi di benemerenza da conferirsi al personale direttivo e insegnante di scuole e istituti di ogni ordine e grado dipendenti dal Ministero della pubblica istruzione, che svolga proficua attività a favore dell'Opera nazionale «Balilla» e dell'Opera nazionale del «Dopolavoro», in G. U. del Regno n. 46 del 24 febbraio 1928; abrogato con decreto legislativo 13 dicembre 2010, n. 212, art. 1, c.1);
dal 8 aprile 1939 all'8 settembre 1943 (de facto):
 Medaglia di benemerenza (modello 1938) [nota: il nastrino era amaranto]
Diploma di benemerenza di 1ª, di 2ª, di 3ª classe con medaglia d'oro, d'argento, di bronzo.
«A coloro che, appartenendo al personale ispettivo, direttivo e insegnante delle scuole di ogni ordine e grado dipendenti dal Ministero dell'educazione nazionale, comprese le scuole rurali e l'Ente nazionale dell'insegnamento medio, svolgano, con particolare efficacia la loro attività a favore della Gioventù italiana del Littorio o dell'Opera nazionale del Dopolavoro, possono essere conferiti diplomi di benemerenza. Secondo che tale attività sia svolta ininterrottamente per dieci, cinque o tre anni, il diploma è di prima, seconda o terza classe (art. 1). I diplomi e le corrispondenti medaglie (…) possono essere conferiti anche ai sanitari che svolgano una proficua attività a favore della Gioventù italiana del Littorio (art. 2). A coloro cui sono conferiti i diplomi suddetti è data la facoltà di fregiarsi di una medaglia, rispettivamente d'oro, d'argento e di bronzo. La medaglia d'oro viene sostituita con altra simile di metallo dorato. Tali medaglie (…) sono portate sul petto, a sinistra, appese ad un nastro di colore amaranto [con] un filetto tricolore, in ciascun lato (…) (art. 3)»
(regio decreto 8 aprile 1939, n. 704, Norme per il conferimento di diplomi di benemerenza per proficua attività spiegata a favore della «Gioventù italiana del Littorio» e dell'«Opera nazionale Dopolavoro», in G. U. del Regno n. 118 del 20 maggio 1939, in vigore dal 4 giugno; abrogato con decreto legislativo 13 dicembre 2010, n. 212, art. 1, c.1).

## Gradi
| Distintivo |            |
| Grado      | Presidente |

| Distintivo |                     |                      |                                           |
| Grado      | Segretario Generale | Segretario Nazionale | Sindaci - Presidenti Consiglio Disciplina |

| Distintivo |                             |                                          |                                          |
| Grado      | Capo Servizi Amministrativi | Capo Servizio - Ispettori di I categoria | Capo Ufficio - Ispettori di II categoria |

| Distintivo |                                           |            |                 |
| Grado      | I segretario - Ispettori di III categoria | Segretario | Vice Segretario |

| Distintivo |                  |            |           |                                               |
| Grado      | Primo Archivista | Archivista | Applicato | Alunno d'ordine - Dattilografo di I categoria |

| Distintivo |                                   |                                                                                        |                                                                                               |                                                                                             |
| Grado      | Presidente Dopolavoro Provinciale | Direttorio Provinciale e Consiglio del Direttorio delle Federazioni Sportivo Nazionale | Presidente delle Federazioni Provinciali Filodrammatiche - Sindaci del Dopolavoro Provinciale | Direttore Tecnico Provinciale - Direttrice Tecnica Provinciale - Ispettore Federale di Zona |